# Bassiano
Bassiano – miejscowość i gmina we Włoszech, w regionie Lacjum, w prowincji Latina.
Według danych na rok 2004 gminę zamieszkiwało 1655 osób, 52,1 os./km².